# Борнаско
Борнаско (итал. Bornasco) — коммуна в Италии, располагается в регионе Ломбардия, подчиняется административному центру Павия.
Население составляет 1676 человек, плотность населения составляет 140 чел./км². Занимает площадь 12 км². Почтовый индекс — 27010. Телефонный код — 0382.
В коммуне 15 августа особо празднуют Успение Пресвятой Богородицы.